# Giovanni Simeoni
Giovanni Simeoni (ur. 12 lipca 1816 w Paliano, zm. 14 stycznia 1892 w Rzymie) – włoski duchowny katolicki, wysoki urzędnik Kurii Rzymskiej, kardynał.

## Życiorys
Jego ojciec był majordomem u rodziny Colonnów. Oni też wspierali finansowo jego kształcenie podczas pobytu na rzymskkich uczelniach. Święcenia kapłańskie otrzymał w 1839. Został wychowawcą dzieci Księcia Colonna. Wykładał ponadto na Ateneum De Propaganda Fide w Rzymie. W 1857 został audytorem nuncjatury w Hiszpanii, otrzymał wówczas godność prałata. W latach 1868–1875 pracował w Kongregacji Rozgrzewiania Wiary.
5 marca 1875 nominowany na tytularnego arcybiskupa Chalcedonu. Parę dni później otrzymał tytuł Asystenta Tronu Papieskiego. Sakry udzielił mu kardynał Alessandro Franchi. W latach 1875–1876 był nuncjuszem w Hiszpanii. Na konsystorzu z marca 1875 został kardynałem in pectore. Nominacja została ogłoszona dopiero parę miesięcy później. Od 1876 do śmierci papieża Piusa IX sprawował funkcję Sekretarza Stanu, prefekta Kongregacji Publicznych Spraw Kościoła, prefekta Pałacu Apostolskiego i administratora Patrymonium Stolicy Świętej. Umierający papież wyznaczył go na wykonawcę swej ostatniej woli. Brał udział w konklawe 1878. Nowy papież Leon XIII potwierdził jego funkcje z wyjątkiem Sekretarza Stanu. W zamian został prefektem Kongregacji Rozkrzewiania Wiary a także ds. Kościołów Wschodnich. Znany był wówczas jako "czerwony papież". W latach 1878–1892 był opiekunem Kolegium Ameryki Północnej w Rzymie. Z dniem 1 stycznia 1885 został przewodniczącym rzymskiego seminarium misyjnego. Ponadto w latach 1885–1886 sprawował funkcję kamerlinga. Pochowany został na Campo Verano.